# Microvalgus pachyphallus
Microvalgus pachyphallus är en skalbaggsart som beskrevs av Franz Antoine 1993. Microvalgus pachyphallus ingår i släktet Microvalgus och familjen Cetoniidae. Inga underarter finns listade i Catalogue of Life.